# Långareds kyrka
Långareds kyrka är en kyrkobyggnad i byn Långared i norra Alingsås kommun. Den tillhör Bjärke församling i Skara stift och var fram till 2006 församlingskyrka i Långareds församling.

## Historia
Dagens kyrka föregicks av en äldre träkyrka som då den revs 1825 var "mörk, trång och nu förfallen" enligt ett samtida vittne. Den bevarade dopfunten från 1200-talet tyder på att socknen hade kyrka redan då.

## Kyrkobyggnaden
Kyrkan var den första som uppfördes av en byggmästare från Sandhult, Per Eriksson, och den invigdes den 29 november 1818. Planen är ålderdomlig med ett tresidigt avslutat kor, kantiga fönsterkrön och brist på dekor. Kyrkans torn blev inte klart förrän 1824 och dess spira först 1891. Interiören har förändrats under 1900- och 2000-talet. 

## Inventarier
- Dopfunten i täljsten är från den ursprungliga kyrkan. utförd på 1200-talet och troligen norsk.
- Predikstolen är samtida med kyrkan och satt fram till 1908 över altaret.
- Ett kvadratiskt fönster med en stiftarbild som visar ätten Leijonhufvuds vapen och en inskrift daterad till 1590.

### Klockor
Kyrkan har tre kockor.
- Storklockan är gjuten 1533 och har en delvis förkortad latinsk inskrift runt halsen, som med upplösta förkortningar kan uttydas: Herrens år 1533 [göts jag] den tid Gustaf var Sveriges konung och Sven Jacobi biskop i Skara. Hjälp Jesus Maria! [2]

### Orgel
Nuvarande orgelverk är byggt 1932 av Nordfors & Co i Lidköping och står på läktaren i väster bakom en stum fasad som härstammar från en tidigare orgel från 1865. Instrumentet har tretton stämmor fördelade på två manualer och pedal.